# Adam Woźniak (śpiewak)
Adam Woźniak (ur. w Poznaniu) – polski śpiewak operowy (baryton).

## Życiorys
Ukończył studia na Wydziale Wokalno-Aktorskim Akademii Muzycznej im. Feliksa Nowowiejskiego w Bydgoszczy pod kierunkiem prof. Jacka Greszty.
Debiutował na scenie Teatru Wielkiego w Poznaniu rolą Zbigniewa w Strasznym dworze Stanisława Moniuszki. W latach 1999–2001 był związany zawodowo z poznańską sceną operową. W Poznaniu m.in. w roku 2000 wystąpił w Żydówce Jacques’a Halévy’ego w reżyserii Michała Znanieckiego.
W roku 2009 solista wystąpił w widowiskowej Tosce Giacomo Pucciniego w reżyserii Anny Długołęckiej, przygotowanej przez Dariusza Mikulskiego wraz z Orkiestrą Filharmonii Sudeckiej w Kościele Zbawiciela w Wałbrzychu.
W 2013 roku artysta zadebiutował na Festiwalu Wagnerowskim w Bayreuth wykonując monolog Wotana z Walkirii oraz duet Holendra i Senty z Holendra Tułacza. Ma w swoim artystycznym dorobku wiele ważnych ról z repertuaru wagnerowskiego i verdiowskiego. Także w roku 2013 brał udział w wykonaniu Stabat Mater Karola Szymanowskiego. Koncert przygotowała Orkiestra Symfoniczna Filharmonii Sudeckiej pod dyrekcją Jerzego Koska w Wałbrzychu.
Od roku 2014 artysta jest solistą Opery Śląskiej w Bytomiu. Ponadto współpracuje m.in. z: Operą Nova w Bydgoszczy, Operą Bałtycką, Operą i Filharmonią Podlaską oraz Teatrem Narodowym w Pradze.
W roku 2017 artysta brał udział w koncercie „Music of the night” organizowanym przez Filharmonię Opolską.
W czerwcu 2017 roku śpiewał w plenerowym, widowiskowym wystawieniu Strasznego Dworu Stanisława Moniuszki, przygotowanej przez Filharmonię Dolnośląską w Jeleniej Górze w reżyserii Tomasza Janczaka w ramach I Edycji Karkonoskiego Festiwalu Operowego. W tym samym roku brał udział w koncertowym wykonaniu lirycznej opery Piotra Czajkowskiego Jolanta na Europejskim Festiwalu Muzycznym „Gloria” w Białymstoku (koncert odbył się w auli widowiskowej Wydziału Pedagogiki i Psychologii Uniwersytetu w Białymstoku).
Reżyserzy operowi, z którymi współpracował Adam Woźniak, to m.in.: Henry Arnold, Gunter Mayr, Max K. Hoffmann, Laco Adamík, Krzysztof Nazar, Waldemar Zawodziński, Tadeusz Bradecki, Henryk Konwiński, Wiesław Ochman, Maciej Prus, Marek Weiss-Grzesiński, Tomasz Konina, Natalia Babińska, Krzysztof Babiński, Robert Talarczyk, Beata Redo-Dobber, Anna Długołęcka, Olga Iwanowa, Michał Znaniecki, Maria Sartova, Ewelina Pietrowiak, Karolina Sofulak i in.
Artysta kreuje również role z repertuaru operetkowego (Baron cygański, Orfeusz w piekle, Zemsta nietoperza) i musicalowego (My Fair Lady).

## Repertuar
- Richard Wagner, Holender tułacz – partia tytułowa – 2006 Opera na Zamku w Szczecinie
- Józef Michał Poniatowski, Don Desiderio – partia tytułowa – 2018 Opera Śląska (polska prapremiera sceniczna)
- Giuseppe Verdi, Rigoletto – partia tytułowa – 2014 Opera Nova
- Giuseppe Verdi, Nabucco – partia tytułowa – 2004 Opera na Zamku w Szczecinie; 2017 Opera Bałtycka
- Giuseppe Verdi, Aida - Amonastro – 2017 Opera Śląska
- Giuseppe Verdi, Don Carlos – Markiz Posa – 2011 Opera Śląska
- Giuseppe Verdi, Traviata – Giorgio Germont – 2018 Opera Śląska
- Giuseppe Verdi, Moc przeznaczenia – Don Carlos di Vargas – 2017 Opera Śląska
- Giacomo Puccini, Tosca – Baron Scarpia – 2004 Opera Nova; 2009 Filharmonia Sudecka w Wałbrzychu; 2011 Teatr Wielki w Poznaniu; 2012 Opera Śląska[6]
- Gaetano Donizetti, Napój miłosny - Dulcamara – 2019 Opera Śląska
- Hector Berlioz, Potępienie Fausta – Mefisto – 2015 Opera Nova
- Amilcare Ponchielli, Gioconda – Barnaba – 2010 Opera Nova
- Richard Strauss, Kawaler srebrnej róży – Faninal – 2005 Opera Bałtycka[7]; 2008 Opera na Zamku w Szczecinie
- Ignacy Jan Paderewski, Manru – Urok – 2009 i 2015 Opera Śląska; 2015 Opera Nova
- Stanisław Moniuszko, Halka – Janusz – 2015 Opera Śląska
- Stanisław Moniuszko, Straszny dwór – Miecznik – 2010 Opera Śląska
- Georges Bizet, Carmen – Escamillo – 2015 Opera i Filharmonia Podlaska
- Jacques Fromental Halévy, Żydówka – Albert – 2000 Teatr Wielki w Poznaniu
- Jacques Offenbach, Opowieści Hoffmanna – Lindorf/Coppelius/Depertutto – 2005 Opera na Zamku w Szczecinie

## Nagrania z udziałem Adama Woźniaka
- Opera Śląska poleca – hity operowe i operetkowe – 2012 Opera Śląska, soliści, chór i orkiestra Opery Śląskiej, dyr. Tadeusz Serafin, CD-ROM Box Music Bytom (w roku 2013 nagranie otrzymało status Złotej Płyty).